# La Paz (Málaga)
La Paz es un barrio perteneciente al distrito de Carretera de Cádiz de la ciudad andaluza de Málaga, España. 
Según la delimitación oficial del ayuntamiento, limita al norte con el barrio de Sixto; al este, con los barrios de Parque Mediterráneo y Santa Paula; al sur, con el polígono industrial Los Guindos; y al oeste con los barrios de Los Girasoles y La Luz, del que los separa la avenida de Velázquez.
Este barrio fue construido a mediados del siglo XX y poblado por vecinos procedentes de la Serranía de Ronda y Grazalema. Fue fundada por la Caja de Ahorros de Ronda, que también construyó un edificio fuera del conglomerado principal y que se denomina edificio Avenida. Fue nombrada La Paz como tributo a su Virgen de la Paz Coronada (Ronda).
Todas las calles se nombran con nombres de compositores reconocidos de la historia, dando la casualidad de que de sus calles han surgido nombres muy conocidos de la escena nacional o internacional, como el cantante Javier Ojeda (Danza Invisible) y músicos, compositores y productores como Tony Romero  Archivado el 23 de marzo de 2020 en Wayback Machine., José Marín  o Antonio Escobar.
Dentro de sus límites se encuentra una de las dos bocas de entrada situadas a ambos lados de la avenida de Velázquez de la estación de metro La Luz-La Paz, estando la otra en el barrio de La Luz.
Es uno de los barrios más comerciales de la zona oeste de Málaga, en él se encuentra el CEIPS Rosario Moreno, centro donde estudió primaria y ESO el famoso comediante Dani Rovira
La Paz sirve como escenario de fondo del espectáculo musical Barrio de la Paz, una mambópera en tres actos interpretada por el conocido cantante malagueño Javier Ojeda y la Compañía de teatro malagueña CARAMALA integrada por Carmen Baquero, Virginia Muñoz y Noemí Ruiz.
También ha sido escenario de rodaje de la serie policíaca de thriller Malaka (serie de televisión).

## Transporte
Posee una estación de bicicletas Málagabici y en autobús queda conectado mediante las siguientes líneas de la EMT: 
| Línea | Trayecto                                        | Recorrido | Frecuencia                                     |
| ----- | ----------------------------------------------- | --------- | ---------------------------------------------- |
| 3     | Paseo del Parque - Puerta Blanca                | Recorrido | 8 minutos                                      |
| 10    | Alameda Principal - Churriana                   | Recorrido | 25-30 minutos                                  |
| 19    | Paseo del Parque - Aeropuerto                   | Recorrido | 30-35 minutos                                  |
| 22    | Avda. Molière - Universidad                     | Recorrido | 10 minutos (16-18 minutos en época no lectiva) |
| 27    | Avenida M. A. Heredia - Polígono I. Guadalhorce | Recorrido | 70-80 minutos                                  |
| 31    | Alameda Principal - Mainake                     | Recorrido | 18-25 minutos                                  |
| N1    | Puerta Blanca - El Palo                         | Recorrido | 25 minutos                                     |

Y por la Línea 2 del Metro de Málaga:
| El Perchel - Palacio de los Deportes |
| Hospital Civil · Camino de Suárez · Haza del Campillo · Santa Elena · Guadalmedina · El Perchel · La Isla · Princesa-Huelin · El Torcal · La Luz-La Paz · Puerta Blanca · Palacio de los Deportes |